# Malkhed
Manyakheta est une ville de l'Inde.